# François Morel (compositeur)
Pour les articles homonymes, voir François Morel et Morel.
François Morel (Montréal, 14 mars 1926 - Québec, 14 janvier 2018,) était un pianiste, chef d'orchestre, professeur québécois, surtout connu comme compositeur. L'Orchestre de Radio-Canada a fait la création de plusieurs de ses œuvres, de même que l'Orchestre Symphonique de Montréal et l'Orchestre de Philadelphie. 

## Biographie
Né à Montréal en 1926, François Morel commence ses études de piano à l'âge de neuf ans, auprès d'un professeur de quartier. À l’âge de dix-sept ans, il entre au Conservatoire de musique de Montréal (CMM) après avoir composé un quatuor à cordes. À 21 ans, en 1947, il est lauréat de piano de l'Académie de musique du Québec (AMQ). En 1950, il reçoit de cette académie un brevet d'enseignement du piano. Du conservatoire, il obtient un deuxième prix de piano en 1951 et un premier prix de fugue en 1953.  
François Morel compte parmi les premiers musiciens québécois formés exclusivement au CMM. De 1944 à 1953, il y travaille la composition auprès de Claude Champagne, l'acoustique auprès de Jean Papineau-Couture, l'harmonie, le contrepoint et la fugue auprès d'Isabelle Delorme et le piano auprès d'Arthur Letondal, Germaine Malépart et Edmond Trudel.  
En 1979, l'enregistrement de son œuvre pour guitare Me duele España sur l'étiquette Radio Canada International (RCI 457), écrite pour le guitariste Michael Laucke, remporte le Grand Prix du Disque du Conseil de la Musique pour le meilleur enregistrement canadien.  
Plus de cinq décennies après avoir composé ses célèbres Deux Études de Sonorités pour piano (1954), il revient à l'écriture pour piano seul avec Trinômes (2011), un cycle de trois pièces dont la première, Asagao, est créée par la pianiste Yoko Hirota. La création de l'œuvre entière a lieu au Conservatoire de musique de Montréal, le 16 décembre 2014, par le pianiste Philippe Prud'homme. 
François Morel meurt à l'Hôpital de l'Enfant-Jésus de Québec le 14 janvier 2018 à 91 ans.

## Compositions
- Esquisse, op.1 (1946)
- Chants japonais - pour voix et piano (1949)
- Quatuor à cordes no.1 (1952)
- Antiphonie - pour orchestre (1953)
- Prière - pour orgue (1953)
- Cassation - pour septuor à vent (commande de Radio-Canada, 1954)
- Deux études de sonorités - pour piano (1954)
- Les Rivages perdus - pour voix et piano (1954)
- Diptyque - pour vents et percussions (1954)
- Symphonie pour cuivres (commande de Radio-Canada, 1956)
- Rituel de l'espace - pour orchestre (commande de Radio-Canada, 1959)
- Boréal - pour orchestre (commande de l'Orchestre symphonique de Montréal, 1959)
- L'Étoile noire - tombeau de Borduas, pour orchestre (1961)
- Le Mythe de la roche percée (commande de l'orchestre à vents de Pittsburg, 1961)
- Quintette pour cuivre (commande du Quintette de Montréal, 1962)
- Quatuor à cordes no.2 (commande de la Canadian Broadcasting corporation, 1963)
- Alléluia, pour orgue (commande Ars organi, 1964)
- Requiem pour vents (1966)
- Nuvattuq (flûte seule, 1967)
- Neumes d'espaces et reliefs (commande Orchestre d'Edmonton, 1967)
- Prismes anamorphoses (commande Canadian Broadcasting corporation, Vancouver, 1967)
- Étude en forme de toccate (pour deux percussions, 1968)
- Départs (commande guitare et orchestre de chambre de l'Université McGill, 1969), enregistré sur RCI 367, guitare Michael Laucke
- Radiance (commande Canadian Broadcasting Corporation Vancouver, 1970)
- Rythmologue, pour 8 percussions (1970)
- Iikkii, froidure (commande de la Société de musique contemporaine du Québec, 1971), guitare et orchestre de chambre, enregistré sur RCI 367, guitare Michael Laucke
- Me duele España - pour guitare (commande de la société de guitare de Toronto, Michael Laucke)(1977)[5]
- Paraphrases sur des airs de Noël, orchestre symphonique (1978)
- Melisma, pièce concertante pour piano et orchestre (*prix du concours de l'orchestre symphonique de Montréal, 1980)
- L'Oiseau-demain, ensemble de flutes (1982)
- Aux marges du silence (commande de l'Université Laval, 1982)
- Divergences, violon et guitare (1983), enregistré sur RCI 583, guitare Michael Laucke
- Taléa, trio à vent (1984)
- Fulgurance no.1, pour petit ensemble (1986)
- Aerea, cuivres et percussions (1986)
- Lyre de cristal, hommage à Varèse, pour percussions (commande de l'Université McGill, 1986)
- Les Voix de l'ombre, pour cuivres (1987)
- Aux couleurs du ciel, pour orchestre (commande de l'orchestre symphonique de Montréal, 1988)
- Duolet, pour deux flûtes (1988)
- De subitement Lointain, pour ensemble à vent (1989)
- Fulgurance no.2, pour petit ensemble (1990)
- Paysage dépaysé, pour quintette à cordes (commande Canadian Broadcasting Corporation, 1990)
- Figures-Segments-Ellipses, clarinette et quatuor à cordes (commande Université Laval, 1990)
- Distance intime, pour flûte et piano (commande Concours de Musique du Canada, 1991)
- Stèle pour clarinette (commande Concours de Musique du Canada, 1991)
- Die stèle der Zwillinge, hommage à Paul Klee (commande Orchestre de Laval, 1992)
- Lumières sculptées, pour cuivres et percussions (commande de la Société de musique contemporaine du Québec, 1992)
- Eklepsis, pour marimba (1993)
- Chants d'espace (commande de l'Orchestre symphonique de Québec, 1994)
- Les Éphémères, pour 4 cors et tuba (1995)
- Et le crépuscule.... se trouva libre (commande de l'Orchestre symphonique de Trois-Rivières, 1996)
- Strophes, séquences, mouvements, pour 12 saxophones (1999)
- Imaginaire, 3 pièces pour guitare (2000)
- Les Récits du rêve, pour 2 pianos-main gauche et orchestre (commande du Festival de Lanaudière, 2000)
- Miroir, basson seul (2001)
- Rupture, pour orchestre (commande de l'Orchestre symphonique de Québec, 2001)
- Calligraphies sonores, ensemble à vent et percussions (2002)
- Il faut inventer la terre (commande de l'Orchestre symphonique de Trois-Rivières, 2003)
- Rencontre Aria, tuba et piano (2004)
- Passage à l'aube, pour orchestre (commande de l'Orchestre symphonique de Montréal, 2005)
- Aulos, hautbois seul (2007)
- Signal, flûte seule (2007)
- Phases, pour cor et piano (2008)
- Parcours pour 4 percussions (2009)
- Trinômes, piano seul (2011)
- Enjeux, piano seul (2013)
- Visions, piano seul (commande du Centre de Musique Canadienne au Québec, 2014)

## Distinctions
- 1947 : Lauréat de piano, de l'Académie de musique du Québec
- 1953 : Premier Prix de fugue, du Conservatoire de musique de Montréal
- 1979 : Grand Prix du Disque du Conseil de la Musique en 1979, pour le meilleur enregistrement canadien[5]
- 1994 : Chevalier de l'Ordre national du Québec[8]
- 1996 : Prix Denise-Pelletier[9], un des Prix du Québec
- 2001 : Prix d'excellence des Arts et de la Culture dans la catégorie Prix de La Fondation de l'Opéra de Québec
- 2003 : Prix Serge-Garant[10], par la Fondation Émile-Nelligan
- 2013 : Prix Hommage, Prix Opus[11]